# Schloss Mühlgrub

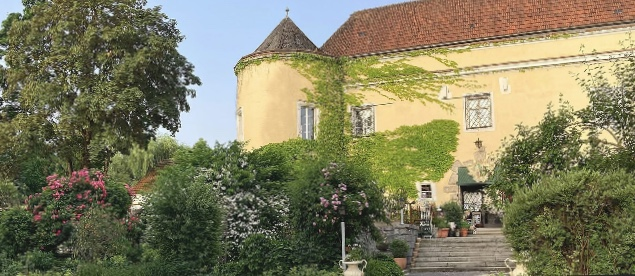
Schloss Mühlgrub

Das Schloss Mühlgrub (auch als Grueb im Traunviertel bekannt) liegt im gleichnamigen Ortsteil der Gemeinde Pfarrkirchen bei Bad Hall im Bezirk Steyr-Land in Oberösterreich (Mühlgruber Straße 42).

## Geschichte
Schloss Mühlgrub ist aus dem gefreiten Ansitz Grub hervorgegangen; bis 1415 hieß er nur Grub. Dieser war Sitz der Asperger vom Aspertgerhof, die ihn als Lehen von Kloster Kremsmünster erhalten hatten. Bereits 1299 wird der Ansitz in einem Kremsmünster Urbar erwähnt. Der letzte der Asperger war ein Wolfgang, der den Besitz aber nur mehr zur Hälfte innehatte, die andere Hälfte gehörte einem Verwandten namens Hans Pucher. Die Tochter Barbara des Wolfgang war mit Hans Mühlwanger verheiratet und erbte den Anteil ihres Vaters. 1415 kaufte Hans Mühlwanger auch den anderen Teil. Seit dieser Zeit wird der Sitz Mühlgrub genannt. Unter den Mühlwangern erfolgte der Umbau zu einem Renaissanceschloss. 1529 verkaufte ein Hans Mühwanger das Schloss an Hanns Greimatschmied. Dessen Erben veräußerten den Besitz 1544 an Hieronymus Prändl von Weissenbach, von dem es sechs Jahre später an die Wuecherer kam. Der Eisenobmann und Landschreiber von ob der Enns Christoph Strutz übernahm 1601 den Besitz von Georg Wuecherer. 1615 trat Hans Fenzl von Steyr die Nachfolge an. 1633 erhielt dessen Tochter Elisabeth Mühlgrub und brachte das Schloss in die Ehe mit Wolfgang Jakob von Katzianer ein. 1658 verkaufte Siegmund Ferdinand von Katzianer die Herrschaft an Veit von Gera, der aber noch im gleichen Jahr verstarb. Von seinen Erben ging die Herrschaft 1659 an das Stift Schlierbach, das bis 1876 Eigentümerin war. Dann kauften Gottlieb und Anna Pepöck den Besitz. Deren Nachfolger, Hans Haager, gründete 1891 eine Brauerei. Die Brauerei wurde 1986 eingestellt. In den 1970er Jahren entstand hier für die „Schartner Bombe“ die größte Flaschenabfüllanlage der Welt. Heute ist das Schloss im Besitz der Fa. „Country Home Style“.

Schloss Mühlgrub
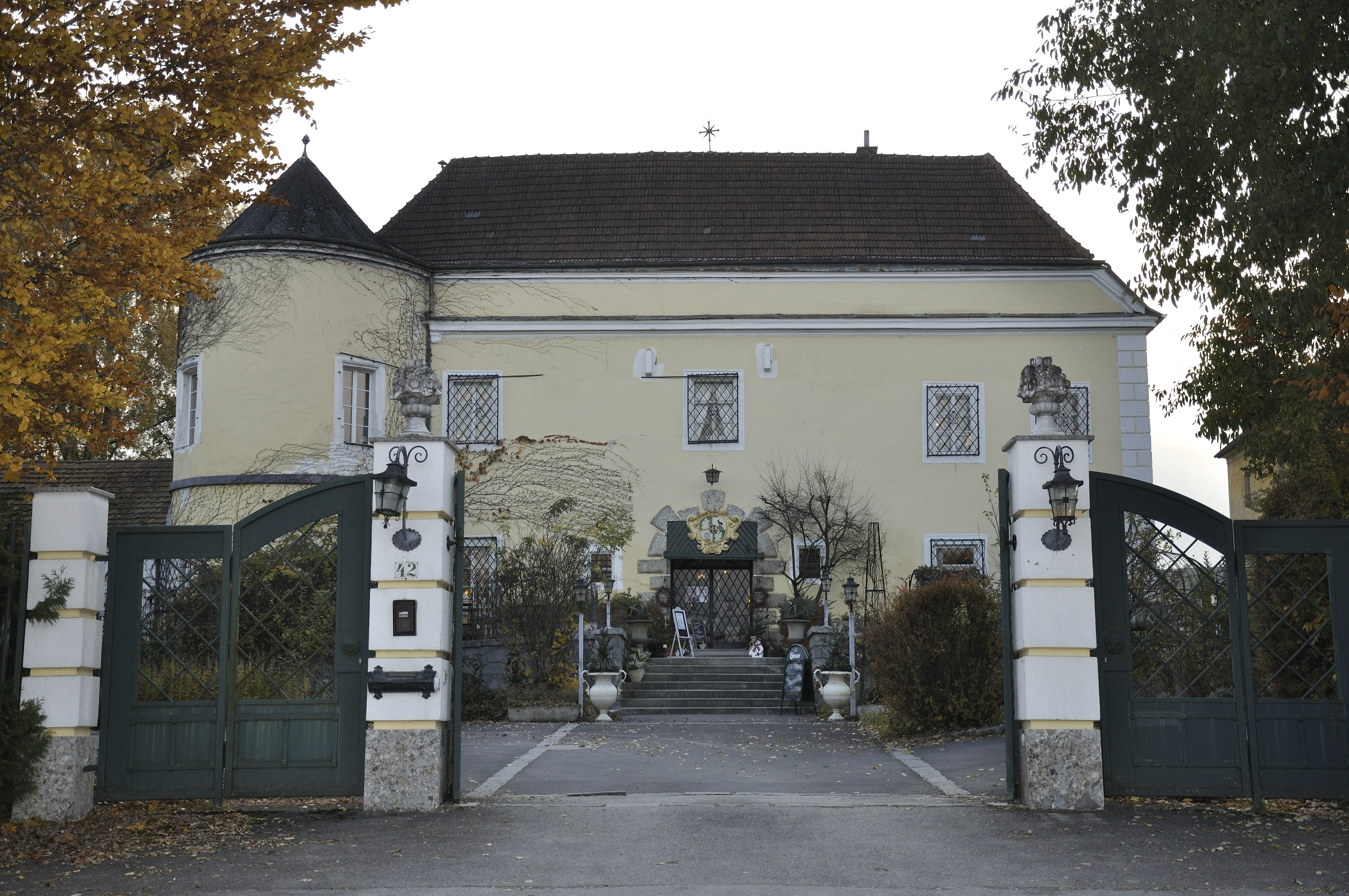
Eingangsportal
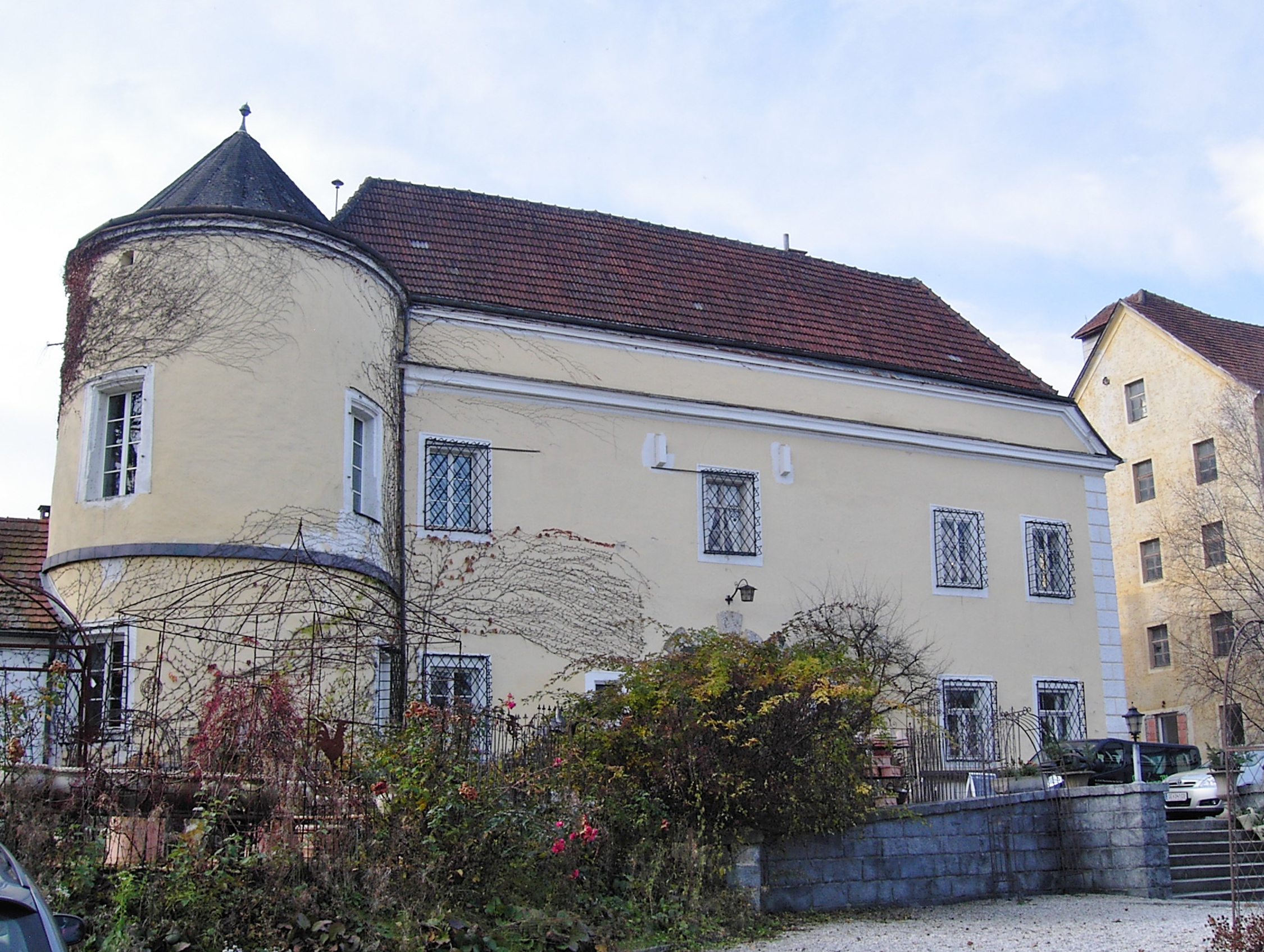
Flankenturm
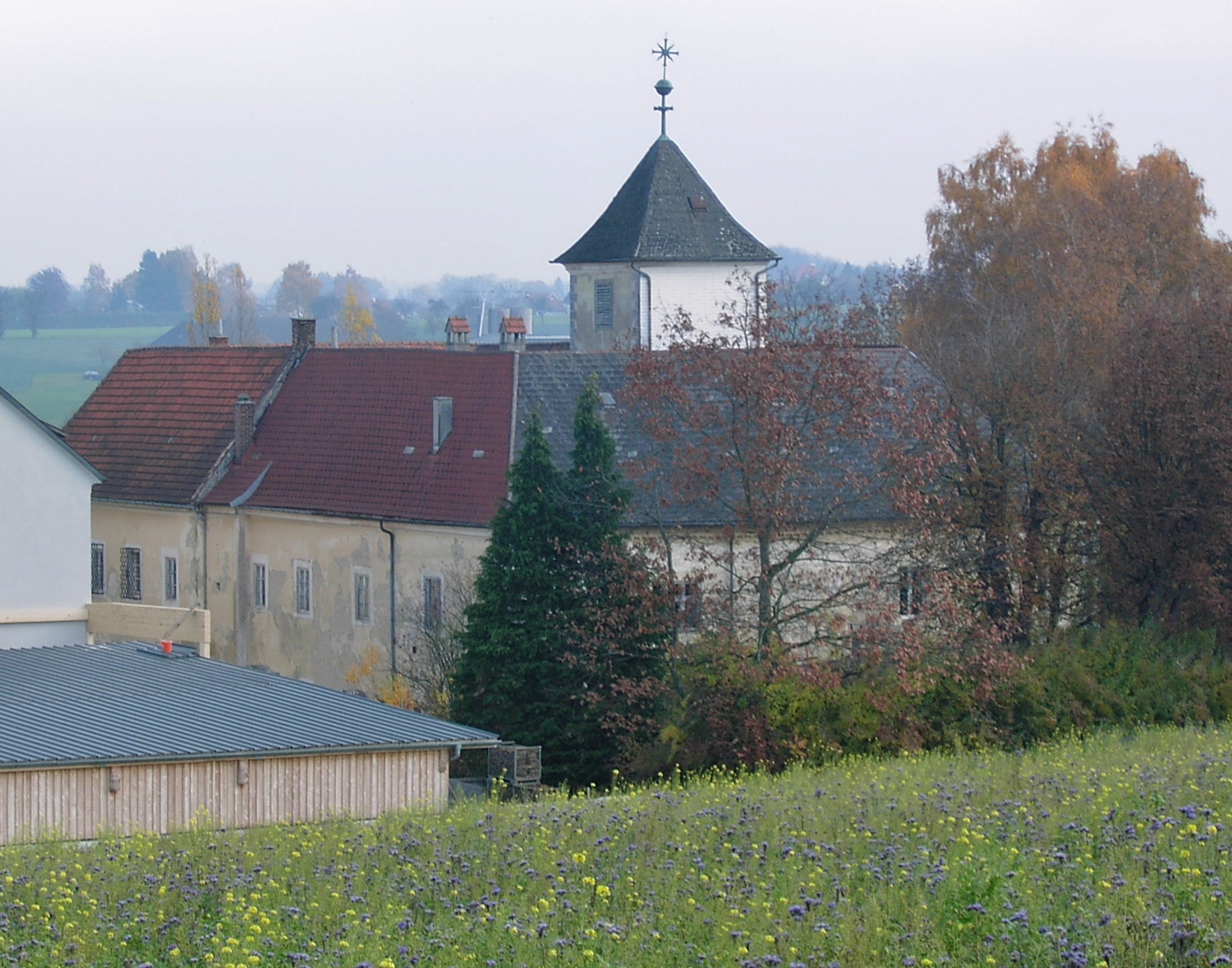
Anlage mit Nebengebäuden
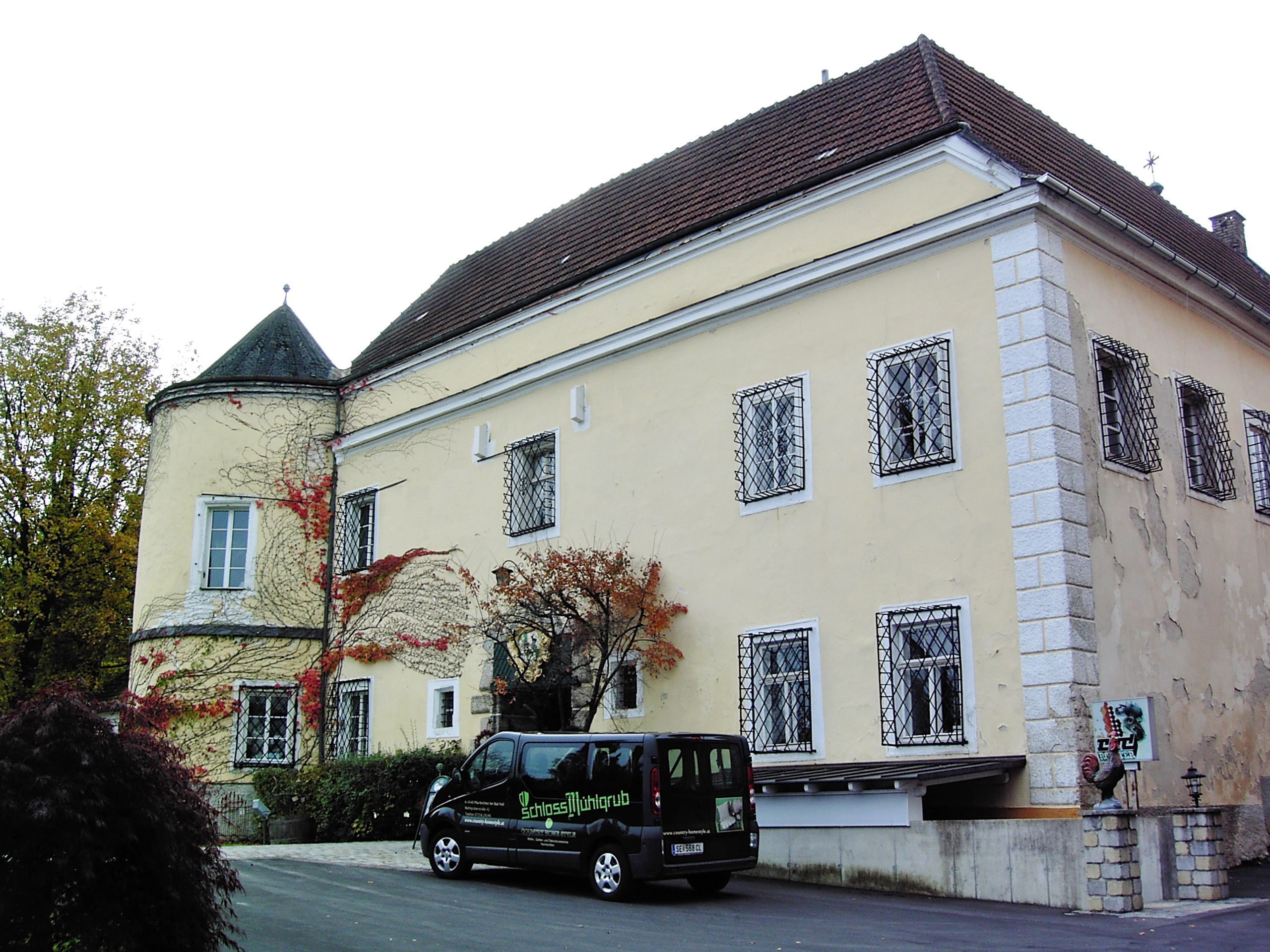
Schlossbau

## Schloss Mühlgrub einst und jetzt
Der weiträumige Komplex des Schlosses Mühlburg steht auf einer Anhöhe oberhalb des Sulzbaches.
Wie auf dem Stich von Georg Matthäus Vischer von 1674 zu sehen, besaß das Schloss sieben Türme, von denen noch zwei erhalten sind. Umgeben war das Schloss von mehreren Wirtschaftsgebäuden, die zu einer Außenmauer zusammengeschlossen waren. Alle Türme der Außenmauer sind abgekommen. Das Schloss selbst ist eine vierflügelige Anlage um einen rechteckigen Innenhof. Ein hoher, quadratischer Turm mit einem Pyramidendach ist in einen Flügel des Schlosses eingebunden. Der zweite Turm steht am linken Eck vor dem Schlosseingang. Dieser ist ein vorgekröpfter Rundturm mit einem Kegeldach (früher mit einem zweiten paarig angelegt). Das Schloss wurde im Zweiten Weltkrieg schwer beschädigt. Der zweite Flankenturm wurde nicht mehr aufgebaut. Der Zugang zu dem Schloss erfolgt durch ein Rundbogenportal aus großen Steinquadern. Dahinter befindet sich eine Torhalle, die in den Innenhof führt. Der gepflasterte Hof führt leicht aufwärts zu der Seite mit dem hinteren Turm. Die Fenster besitzen schmiedeeiserne Gitter.
Die zwei noch erhaltenen Nebengebäude des ursprünglichen Ensembles dienten bis 1986 Brauereizwecken.

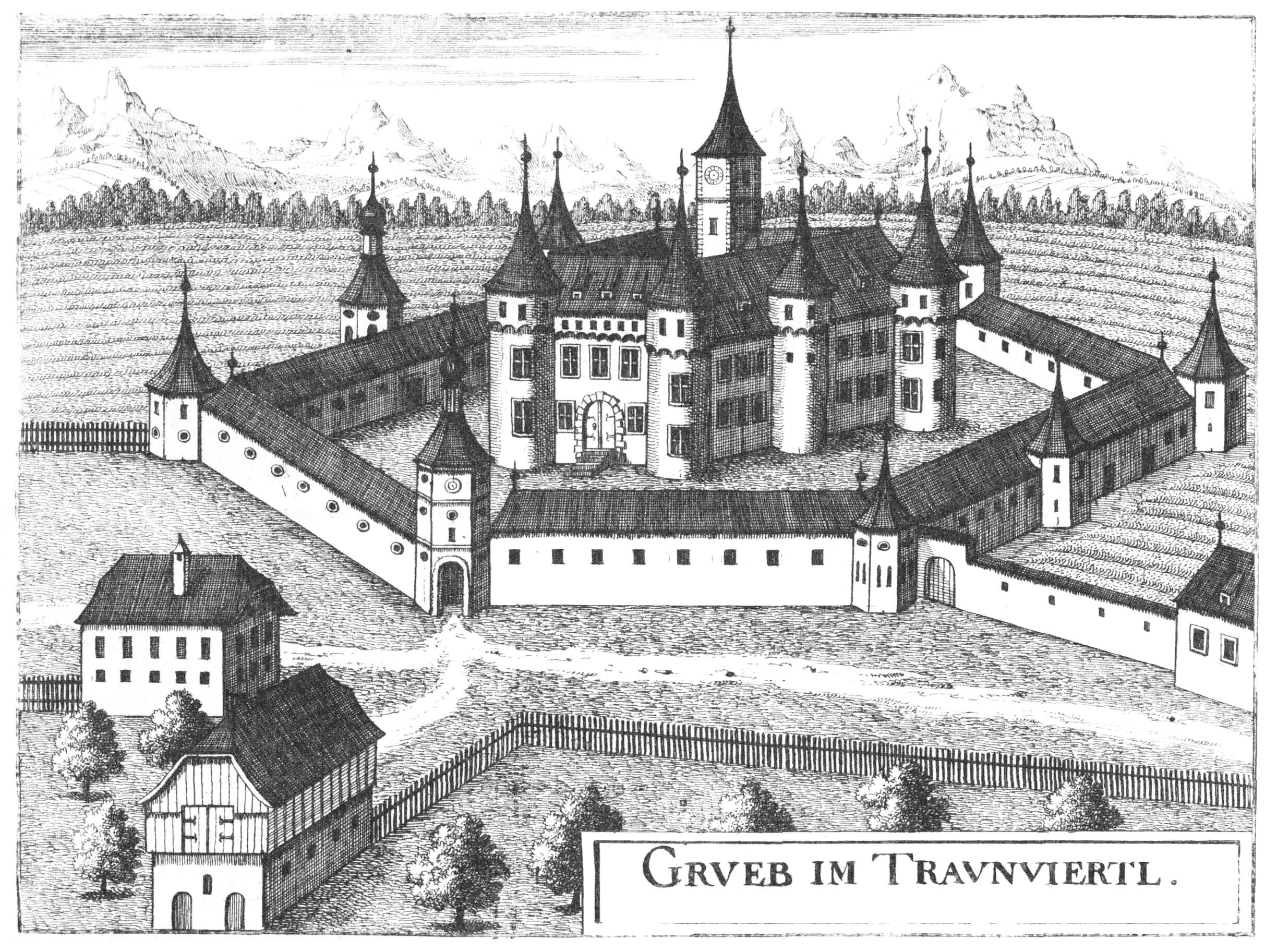
Schloss Mühlgrub nach einem Stich von Georg Matthäus Vischer von 1674